# 핫토리료쿠치 도시녹화 식물원

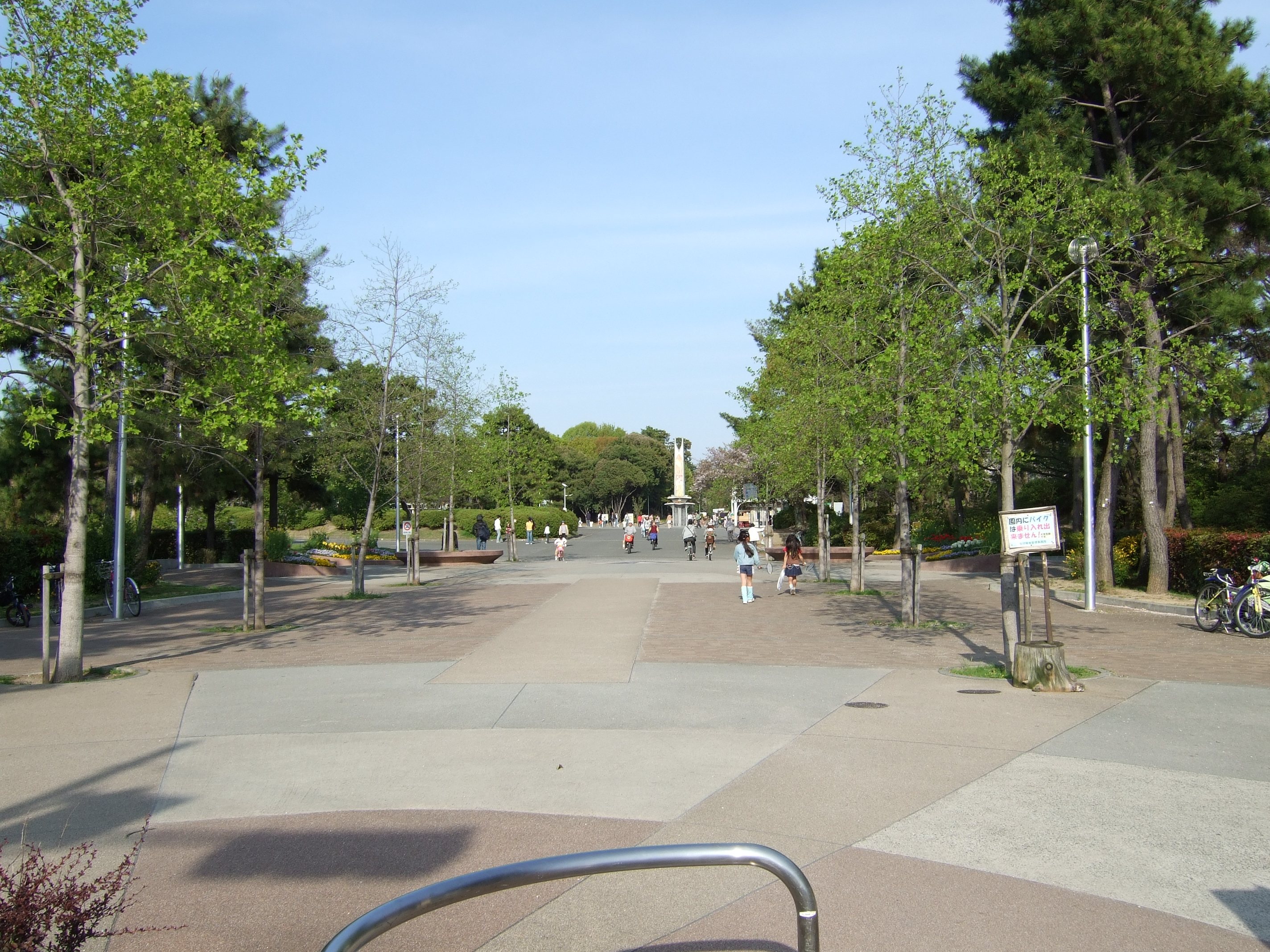

핫토리료쿠치 도시녹화 식물원(일본어: 服部緑地都市緑化植物園 핫토리료쿠치토시룟카쇼쿠부쓰엔[*])는 일본 오사카부 도요나카시 핫토리료쿠치에 위치한 식물원이다.